# Tom Cole Jr.
Tom Cole Jr. (ur. 11 czerwca 1922 roku w Landaff, zm. 14 czerwca 1953 roku w Le Mans) – amerykański kierowca wyścigowy.

## Kariera
W wyścigach samochodowych Cole Jr. poświęcił się głównie startom w wyścigach zaliczanych do klasyfikacji Mistrzostw Świata Samochodów Sportowych. W latach 1950-1953 Amerykanin pojawiał się w stawce 24-godzinnego wyścigu Le Mans. W pierwszym sezonie startów odniósł zwycięstwo w klasie S 8.0 i stanął na najniższym stopniu podium klasyfikacji generalnej. Rok później był trzeci w klasie S 8.0.

## Śmierć
Cole Jr. zginął w wypadku podczas 24-godzinnego wyścigu Le Mans w 1953 roku.